# Kenta Matsudaira
Kenta Matsudaira (jap. 松平健太 Matsudaira Kenta; ur. 11 kwietnia 1991 w Nanao) – japoński tenisista stołowy, medalista mistrzostw świata.

## Sukcesy
Na podstawie.

### Mistrzostwa świata
- 2016 – srebrny medal (drużynowo)
- 2015 – brązowy medal (gra podwójna)
- 2014 – brązowy medal (drużynowo)
- 2010 – brązowy medal (drużynowo)

### Puchar świata
- 2013 – brązowy medal (drużynowo)
- 2012 – brązowy medal (drużynowo)